# Francesco Asdrubali
Francesco Asdrubali (Loreto, 1756 – Roma, 7 luglio 1832) è stato un medico, chirurgo e ostetrico italiano.

## Biografia
Figlio di Gaetano, Francesco Asdrubali si laureò in Medicina all'Università La Sapienza. 
Destinato a una brillante carriera, quando papa Pio VI decise di istituire la cattedra di ostetricia, Asdrubali fu segnalato tra i maggiori candidati. Fu mandato preventivamente a Parigi, con uno stipendio di 200 scudi l'anno, per perfezionarsi. Dal 1784 al 1786 egli operò sotto la guida di Alphonse Le-Roy e a fianco di Jean-Louis Baudelocque, considerato il migliore ostetrico francese.
Con un editto del 1786 il cardinale Carlo Rezzonico istituì i regolari corsi di Ostetricia alla Sapienza. Il pontefice approvò l'editto con un breve apostolico dell'11 aprile. La cattedra fu assegnata all'Asdrubali, che fu anche nominato Primario Ostetrico dell'Ospedale di San Rocco che era riservato alle partorienti, con obbligo di intervenire gratuitamente in caso di parti difficili.

Asdrubali tenne ininterrottamente la cattedra fino al 1827, maturando 40 anni di insegnamento universitario.

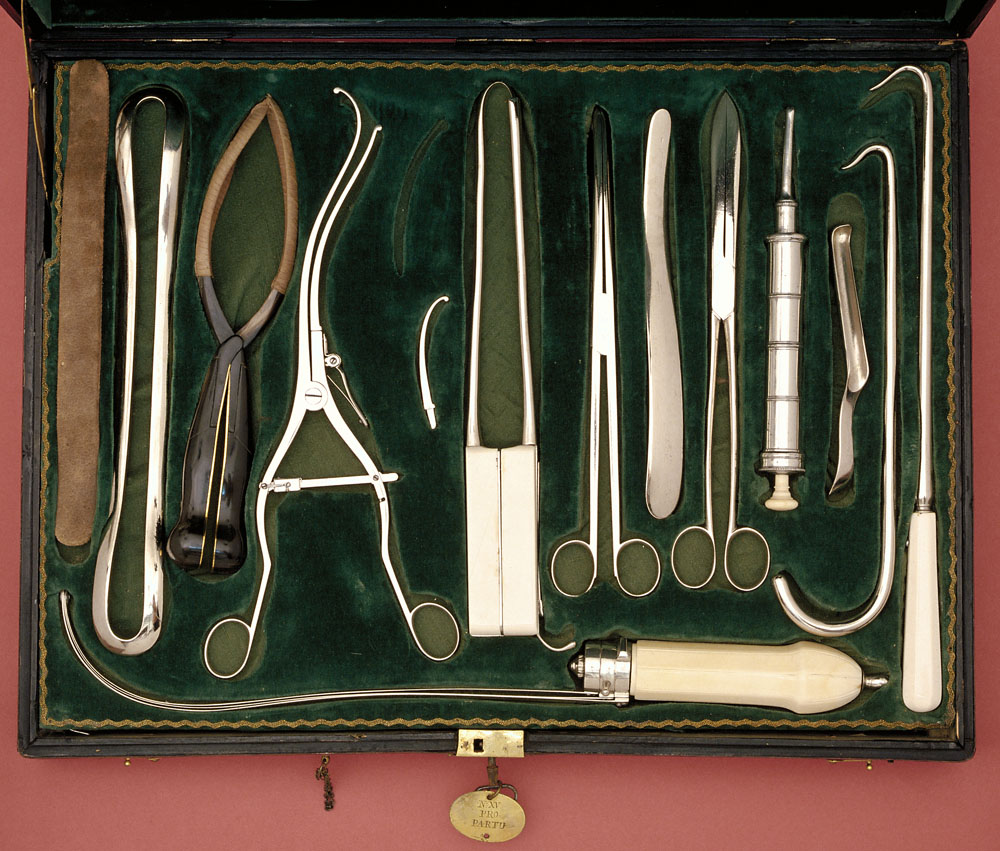
Ferri chirurgici di G. A. Brambilla, cassetta XVI-pro partu (XVIII sec.). Museo Galileo, Firenze

### La didattica
Con la bolla del 1788 Postquam Divinae Sapientiae Pio VI approvò il Regolamento per l'Archiginnasio romano. Sull'insegnamento di Ostetricia, materia del terzo anno, il Regolamento stabiliva: «Il Professore di Ostetricia legge alla prima ora dopo il pranzo l'intero suo corso in ogni anno, che per gli studenti di Chirurgia finisce a tutto aprile. Passa quindi a istruire le levatrici nella Scuola destinata nell'ospedale di San Rocco. Agli uni e alle altre dimostra l'occorrente con l'opportuno fantoccio, ma agli studenti di Chirurgia insegna ancora l'operazioni cogli stromenti corrispondenti.»

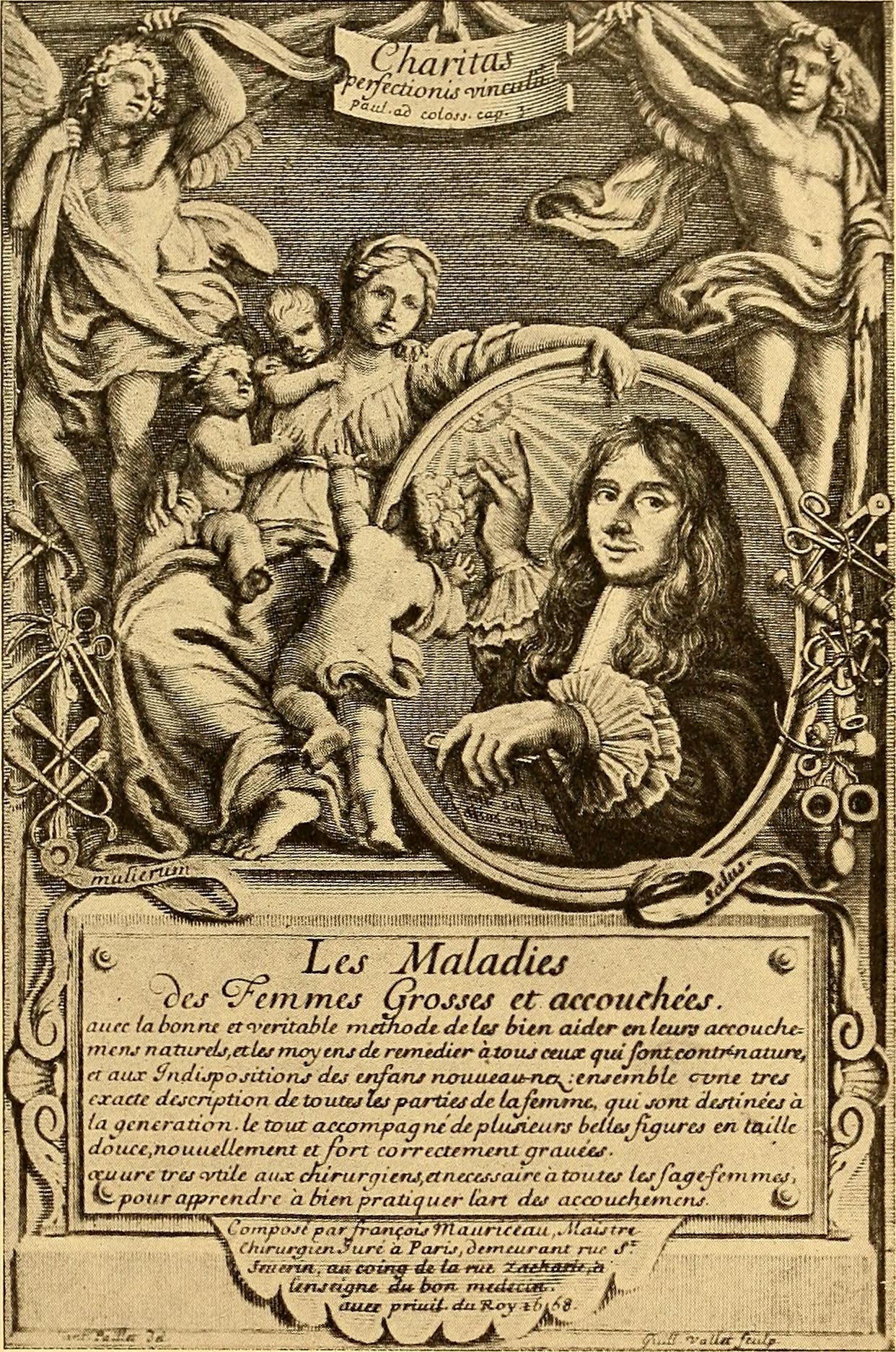
Les Maladies des Femmes grosses et accouchées

Oltre ai corsi teorici sul fantoccio, Asdrubali si serviva delle corsie e della sala parto come Studio pratico, per istruire i suoi allievi universitari e per formare, in qualità di precettore, le levatrici, chiamate anche raccoglitrici. Alla fine del corso annuale, il migliore allievo universitario era premiato con una medaglia d'oro con la scritta: USURA VITAE NASCENTIBUS ADSERTA. Analoga medaglia, in argento, era assegnata alla migliore levatrice. Le medaglie erano offerte dal Rettore Di Pietro.
Nel 1800, per la morte del papa Pio VI e il lungo conclave, La Sapienza rimase chiusa. Pio VII riaprì l'università il 20 novembre 1801; nel frattempo Asdrubali aveva continuato a formare i suoi allievi in casa.
Asdrubali fu socio del Collegio medico e membro delle Accademie mediche di Bruxelles, di Napoli, di Parigi, di Madrid, di Torino, di Padova e di Perugia. Fu accolto nell'Accademia dei Lincei.

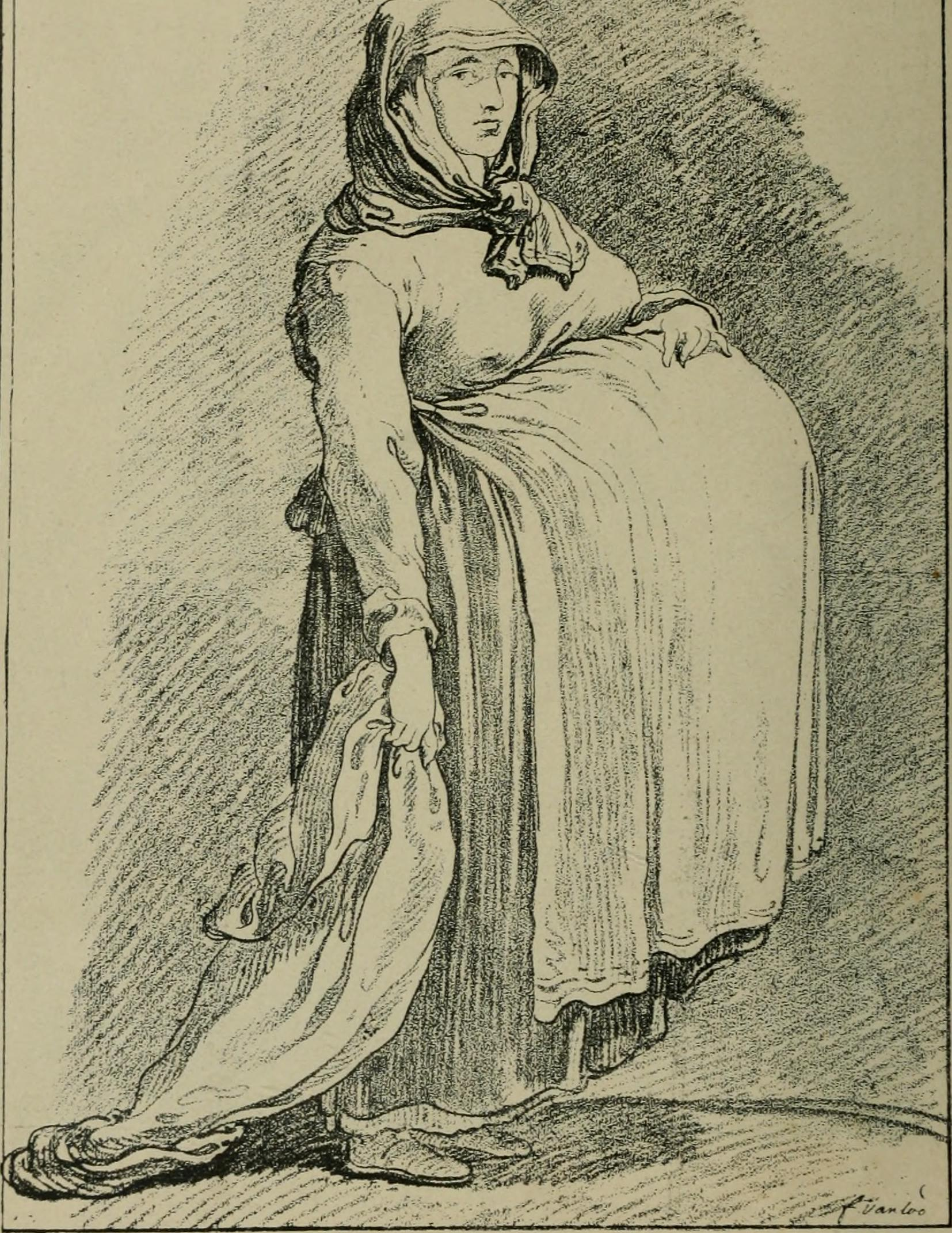
Les accouchements dans les beaux-arts, dans la littérature et au théatre, 1894

### Professione e pubblicazioni scientifiche
Nel 1795 Francesco Asdrubali pubblicò a Roma Elementi di Ostetricia, in due tomi e con undici tavole, che dedicò a Pio VI. Nel 1812 ne uscì una ristampa riveduta, col titolo Trattato generale di Ostetricia teoretica e pratica, in cinque tomi e con sedici tavole. In questa opera egli descrive un parto per il vertice, con rotazione sacrale dell'occipite. Nel 1826 uscì a Roma il Manuale clinico di Ostetricia, in due volumi e con sedici tavole.
Il modo di esprimersi di Asdrubali, ampiamente illustrativo e rigorosamente scientifico, derivava dalla esperienza della Encyclopédie di Denis Diderot. I suoi trattati scientifici rimasero validi per quaranta anni, fino alle conquiste dell'antisespi di Ignác Semmelweis.
Asdrubali ideò le forbici embriotomiche, dette impropriamente di Dubois e un pelvimetro che porta il suo nome e che deriva dal compasso di Baudelocque. Si tratta di uno strumento di misurazione che si infilava come un ditale e che aveva forma di cono allungato, con una porzione caudata a coprire il dito. Asdrubali sottolineava che durante il parto è importante tenere presente la forma e le dimensioni del bacino.
Per fermare l'emorragia uterina, egli usava schizzare una mistura di acqua e aceto nel funicolo. Alle donne che avevano subito il cesareo dava una pozione oppiata. Ebbe un caso di morte per dissanguamento perché, durante i conati del parto, si era riaperta una vena ferita da un vecchio salasso. Le fratture spontanee di cui soffrivano i neonati, secondo Asdrubali dipendevano da rachitismo congenito.
Non soffiava mai nei polmoni del neonato, perché sapeva che il fiato è carico di acido carbonico. Utilizzava invece lo strumento di Garey, che permetteva di immettere nei polmoni aria fresca. Per rianimare un neonato utilizzava il bagno animale, cioè immergeva il neonato nel ventre ancora caldo di un animale appena ucciso.
Descrisse un caso di parto gemellare serotino di una vedova e lo legittimò. Sull'ovoide, che rappresenta la testa del feto, egli intuì che il polo minore corrisponde al mento e quello maggiore all'occipite. Era contrario alla impazienza di estrarre la placenta. Usava il forcipe e mai la leva. Aveva notato che le donne che rimanevano incinte amavano fiutare il tabacco e dopo il parto ne erano disgustate.
Per diagnosticare la presentazione podalica, osservò che il solco ano-genitale diventa più profondo, mano-mano che le natiche scendono. Riscontrò casi di presentazione di spalla solo in feti non ancora di sette mesi. Egli paragonava a un trapezio lo spazio sotto pubico: forma poi confermata da Étienne-Louis Arthur Fallot.
Asdrubali seppe distinguere il ruolo dell'ostetrico da quello della levatrice e si sforzò di creare due distinte professioni, una maschile e l'altra femminile, che si integravano a vicenda.
Pietro Manni fu allievo di Asdrubali e gli successe sulla cattedra di Ostetricia, dal 1827 al 1830.